# Amorphophallus coaetaneus
Amorphophallus coaetaneus — клубневое травянистое растение, вид рода Аморфофаллус (Amorphophallus) семейства Ароидные (Araceae).

## Ботаническое описание
Вечнозелёное растение.
Клубень от тёмно-коричневого до черноватого, сжато-шаровидный, до 6 см в диаметре, до 3 см высотой, располагается в цепочке с другими клубнями, формируя ложное корневище из 2—6 модулей, каждый из которых 3—5 см в диаметре.

### Листья
Листья в числе 1—3, сохраняются в течение трёх лет.
Черешки цилиндрические, 60—120 см длиной и 1—2 см в диаметре, вздутые, гладкие, тёмно-зеленые.
Листовые пластинки до 100 см в диаметре, центральная Жилка в отдалённых от центра частях  крылатая. Листочки обратноланцетовидные, 15—20 см длиной, 4—6 см шириной, заострённые.

### Соцветие и цветки
Цветоножка 10—15 см длиной, 0,6—1,3 см в диаметре, гладкая, окрашена как черешки.
Покрывало коротко-свёрнутое в основании, зелёное, с грязно-зелёными разводами или с грязно-коричневато-фиолетовой отдалённой от центра частью, внутри однородно-зелёное или с грязно-зелёным фоном, у основания и вдоль центральной жилки грязно-тёмно-фиолетовое, около вершины бледнее или у основания бледно-зелёное, а на остальной части с коричневато-фиолетовыми разводами, от узко-треугольного до треугольно-овального, 7,5—15 см длиной, 3—7 см шириной, у основания с гладкими или почти гладкими, несколько рассеянными, точечными бородавками, острое на вершине.
Початок испускает тяжёлый газообразный запах, сидячий, бледно-желтовато-зелёный, с очень слабыми зеленоватыми разводами, равен или длиннее покрывала, 10—19,5 см длиной. Женская зона цилиндрическая, 1—2 см длиной, 1—1,6 см в диаметре, цветки скученные. Мужская зона цилиндрическая и на вершине немного расширенная, цилиндрическая или немного сжатая, 2,3—4,5 см длиной, 0,7—1,5 см в диаметре, цветки скученные. Придаток узко-веретонообразно-конический, 5,5—14,5 см длиной, 0,7—2,3 см в диаметре у основания, иногда немного сжатый, гладкий или мелкоморщинистый, у основания гладкий или с несколькими плоскими стаминодиями, разделёнными углублениями, у основания сжатый, на вершине острый.
Завязь от зелёной до бледно-беловато-зелёной, сильно сжатая, сжато-шаровидная или полушаровидная, 1,5—2 мм высотой, 1,5—4 мм в диаметре, угловатая или не совсем округлая в поперечном сечении, одно-, двухгнёздная; столбик прямой или немного согнутый, бледно-зелёный, 1—2 мм длиной, около 0,8 мм в диаметре; рыльце бледно-желтоватое или бледно-зеленоватое, плоское, дискообразное или почти дискообразное, 0,8—2 мм в диаметре, 0,7—0,8 мм высотой, не совсем округлое или эллиптическое в поперечном сечении, с мелким удлинённым центральным углублением, или с небольшими лопастями, или с более отчётливыми двумя лопастями, или с несколькими маленькими лопастями, плотно-бородавчатое или шиповатое.
Мужские цветки состоят из 3 или 5 тычинок. Тычинки около 2 мм длиной, 1—2 мм в диаметре; нити около 0,7 мм длиной, сросшиеся или в значительной степени свободные; пыльники не совсем белые, 1,3 мм в диаметре, усечённые; поры удлинённые, верхушечные, соединены с краем пыльника углублением.
Цветёт в марте.

### Плоды
Плодоносящая часть не менее 5 см длиной, около 4 см в диаметре. Ягоды тёмно-синие, овальные или овально-эллиптические, около 1—0,8 см длиной, одно-, двух- или трёхсемянные.

## Распространение
Встречается в Китае (Юньнань, Гуанкху) и Вьетнаме.
Растёт в лесистых долинах рек, у воды, на окраинах лесов, на высоте 300—900 м над уровнем моря.